# Marina Marchetto Aliprandi
Marina Marchetto Aliprandi (Este, 17 novembre 1951) è una politica italiana.

## Biografia
Figlia di un primario e docente universitario a Padova, fu attiva nel mondo del volontariato sin dall'adolescenza.
Dal 1969 al 2013 ha lavorato a Oderzo, in provincia di Treviso, nell'azienda di famiglia, attiva nel commercio all'ingrosso di prodotti petroliferi e, dal 2004 al 2011, come dirigente di un rinomato albergo in città.
Sempre nella città trevigiana si candidò come sindaco la prima volta alle elezioni comunali del 1997 con Alleanza Nazionale ottenendo un seggio come consigliere comunale fino al 2001, e una seconda volta nel 2006 senza essere eletta.
Nel 2021 è iniziata la sua seconda esperienza in consiglio comunale a Oderzo e, sempre dal 2021, è responsabile del dipartimento Equità Sociale e Disabilità della Regione Veneto.
Nel 2017 venne eletta all'assemblea nazionale di Fratelli d'Italia; con questo partito si candidò alle elezioni politiche nel 2018, quindi alle regionali del 2020 ed infine alle politiche nel 2022, quando venne eletta deputata nelle file della maggioranza di governo.
Dal 9 novembre 2022 è componente della Commissione Agricoltura della Camera dei deputati.